# محمدصادق حامد
محمدصادق حامد (۱۳۰۴ - ۱۳۸۶) از پیشکسوتان صنعت برق ایران است.
پدر وی رئیس کارخانه برق امین الضرب اولین کارخانه برق ایران بود و از او طریق پدرش وارد صنعت برق ایران شد.

## تحصیلات
او پس از اخذ مدرک دیپلم در رشته ریاضی در هنر سرای عالی برق که بعدها به دانشگاه صنعتی امیرکبیر تبدیل شد، رفت و درس خود را در رشته مهندسی برق ادامه داد.

## سوابق
در سال ۱۳۴۲ با تشکیل وزارت آب و برق، به این وزارتخانه رفت. در سال ۱۳۴۸ به سمت مدیر بازرگانی برق تهران منصوب شد و تا سال ۱۳۵۴ در این سمت باقی ماند و پس ازآن به سمت مدیر توزیع برق تهران انتخاب شد.
پس از پیروزی انقلاب اسلامی در ایران به مدت ۸ ماه نیز سمت رئیس دانشکده صنعت آب و برق را برعهده داشته‌است وی در سال ۱۳۶۰ به وزارت نیرو رفت.

### موزه صنعت برق ایران
محمدصادق حامد یکی از موسسان موزه صنعت برق در ایران بود. او برای راه‌اندازی این موزه، به دلیل داشتن سابقه کار در کارخانه امین الضرب، اسناد متعددی را از تاریخچه صنعت برق در ایران گردآوری کرد.
ایشان همچنین سهم بسزایی در به راه اندازی موزه زمان داشتند. در بدو گشایش تعدادی از ساعت‌های کلکسیون شخصی خود رو به امانت به دست موزه سپردند.

## کتاب‌ها
کتاب تاریخ صنعت برق ایران که با همکاری منوچهر حبیبی آن را تدوین کرد.